# Agrarpolitik
Die Agrarpolitik ist ein Teilbereich der allgemeinen Wirtschafts- und Gesellschaftspolitik, der schwerpunktmäßig auf die Agrarwirtschaft und die mit ihr verbundenen Wirtschaftsbereiche und Bevölkerungsgruppen ausgerichtet ist.
Sie kann allgemein und umfassend definiert werden als die Gesamtheit aller Bestrebungen und Maßnahmen, die darauf abzielen, die ordnungspolitischen Rahmenbedingungen für den Agrarsektor zu gestalten und den Ablauf der ökonomischen Prozesse im Agrarsektor zu beeinflussen.
Im Folgenden wird die Agrarpolitik im Allgemeinen beschrieben. Die Agrarpolitiken auf den verschiedenen Ebenen sind Gegenstand von separaten Artikeln.

## Organisation
Agrarpolitik lässt sich untergliedern in:
Politikfelder:
- Agrarumweltpolitik
- Agrarsozialpolitik
- Agrarstrukturpolitik
- Agrartierpolitik
- Landwirtschaftliche Markt- und Preispolitik
- Förder-/Subventionspolitik.

Staatliche Ebenen:
- Agrarpolitik auf inter- und supranationaler Ebene (WTO, OECD, FAO; Gemeinsame Agrarpolitik der EU und in anderen Wirtschaftsverbünden).
- Agrarpolitik der Staaten
- Regionale und lokale Agrarpolitik

Handelnde:
- Staatliche Instanzen der Legislative und Exekutive auf den verschiedenen Entscheidungsebenen (z. B. Parlament, Regierung, Administration)
- Halb-Staatliche Stellen (z. B. Landwirtschaftskammern)
- Unter Umständen private Organisationen und Verbände, sofern diesen durch Gesetz oder Verordnung bestimmte Aufgaben übertragen werden.

Einflussträger:
Diese umfassen eine Vielzahl von Organisationen und Verbänden die in verschiedenen Formen und teilweise mit erheblichem Gewicht auf den Prozess der politischen Willensbildung einwirken. Hierzu gehören insbesondere Berufsvertretungen, wie Bauernverbände, und andere Interessenverbände.

## Gestaltungsmöglichkeiten
Grundsätzlich lassen sich folgende Ansatzpunkte staatlicher Einflussnahme unterscheiden:
Das Gestalten rechtlicher und institutioneller Rahmenbedingungen, innerhalb derer sich der Wirtschaftsprozess vollzieht (Ordnungspolitik). Im Bereich der Agrarpolitik bezieht sich die Ordnungspolitik insbesondere auf:
- Die Gestaltung des Rechtsrahmens für die einzelnen landwirtschaftlichen Unternehmen und Haushalte (z. B. Eigentums- und Nutzungsrechte an Grund und Boden, Erbrecht, Arbeitsverfassung, soziale Sicherung, Steuersystem etc.)
- Die Gestaltung des Rechtsrahmens für die Beziehungen zwischen einzelnen Unternehmen (Genossenschaften, Erzeugergemeinschaften, Kooperationen etc.).
- Die Gestaltung der rechtlichen und institutionellen Rahmenbedingungen für das Geschehen auf den Produkt- und Faktormärkten (Marktordnungen, Pachtrecht, Agrarkreditinstitutionen etc.)

Einflussnahme auf den Ablauf des Wirtschaftsprozesses unter bestehenden ordnungspolitischen Rahmenbedingungen (Prozesspolitik). Im Agrarbereich sind vor allem von Bedeutung:
- Agrarpreisstabilisierung und -stützung durch Außenschutzmaßnahmen (Zölle, Abschöpfungen) und Binnenmarktinterventionen (Festsetzung von Mindestpreisen)
- Produkt- und faktorgebundene Agrarsubventionen
- Direkte Mengensteuerung (Kontingentierung, Quote)
- Direkte Einkommensübertragungen.

Übernahme bestimmter Aktivitäten durch den Staat (Bereitstellung von öffentlichen Gütern). Im Agrarbereich werden staatliche Leistungen insbesondere in folgenden Bereichen angeboten:
- Ausbildung und Beratung
- Agrarforschung
- Ausbau der ländlichen Infrastruktur (Meliorationen, Flurbereinigung, Wegebau etc.)

## Ideengeschichte
Die Ideengeschichte der Agrarpolitik setzt mit ihren Vorläufern im 16. bis 18. Jahrhundert ein. Mit der Hausväterliteratur entstanden die ersten Beschreibungen der Verhältnisse in den landwirtschaftlichen Betrieben und praktische Ratschläge für alle Bereiche des täglichen Lebens. Dabei werden ökonomische Fragen allerdings nur am Rande behandelt. Im Gegensatz dazu betrachteten die Kameralisten die Landwirtschaft vor allem von der fiskalischen Seite, also aus nationalökonomischer Sicht. Der deutsche Kameralismus führte zur Förderung des Bauernstands und der Domänen als Einnahmequellen des Staates. Demgegenüber förderte der Merkantilismus den Handel.
Geistesgeschichtlich wirkte sich Mitte des 18. Jahrhunderts die Aufklärung aus. Rationalismus und Physiokratie brachten den Liberalismus hervor und damit die klassische Schule der modernen Nationalökonomie durch dessen Begründer Adam Smith. Wirtschaftspolitische Grundvorstellung ist danach nicht mehr die staatliche Förderung der Wirtschaft wie im Merkantilismus, sondern die „Entfesselung“ der einzelnen Wirtschaftssubjekte, damit sich die Produktivkräfte der Volkswirtschaft entfalten können. Dies gilt grundsätzlich auch für die Landwirtschaft, die hiernach keine Sonderstellung einnimmt. Dagegen setzte sich Freiherr vom Stein für eine Beibehaltung des Bauernschutzes ein und Friedrich List forderte „Erziehungszölle“ für die deutsche Industrie, meinte aber auch, dass die Industrie um der Landwirtschaft willen zu fördern sei.
Andere Grundvorstellungen hatte die Romantik, die anstelle der Nationalidee das Individuum in den Mittelpunkt rückte. Ideengeschichtlich hat sie ihren Ursprung in der sog. Fundamentaltheorie, deren Hauptvertreter Justus Möser, ein Gegner des Rationalismus, auf bodenständig-bäuerlicher Grundlage eine konservative Volkserneuerung anstrebte („Patriotische Fantasien“, 1787). Wissenschaftsgeschichtlich hat Möser durch seine systematische, induktive Arbeit einen grundlegenden Beitrag zur späteren Agrarpolitik geleistet. Zur Ökonomie bestehen insofern Verbindungen, als sich die Hochschätzung des Bauerntums aus gesellschaftspolitischen Gründen mit den wirtschaftlichen Vorstellungen der Physiokraten deckt. Sie wurden von den Romantikern (z. B. Adam Müller, Ernst Moritz Arndt) zu einer Bauerntumsideologie umgeformt, die in einem freien Bauerntum die Bewahrer der Grundwerte für die Gesamtgesellschaft erblickt.
Ende des 18. und zu Beginn des 19. Jahrhunderts wurden bahnbrechende Beiträge zur Entwicklung der landwirtschaftlichen und allgemeinen Nationalökonomie geleistet: In Anlehnung an Adam Smith entwickelte 1806 Albrecht Daniel Thaer – der Begründer der landwirtschaftlichen Betriebslehre – seine Vorstellungen von der Landwirtschaft als einem nach „Reinertrag“ strebenden Gewerbe. Thomas Robert Malthus veröffentlichte 1798 sein Bevölkerungsgesetz, David Ricardo 1817 seine Rententheorie und 1826 erschien Thünens „Der isolierte Staat in Beziehung auf Landwirtschaft und Nationalökonomie“, ein Werk, das eine Grundlegung mikroökonomischer Theorie enthält.
Als sich Mitte des 19. Jahrhunderts die Situation der Landwirtschaft verschlechterte, verbreitete sich die Überzeugung, dass liberale Wirtschaftspolitik für die Landwirtschaft eine Gefahr bedeute. Die schwierige Situation der Landwirtschaft wurde wegen der dort herrschenden sozialen Not als gesellschaftliches Problem verstanden, so z. B. von Wilhelm Heinrich Riehl, der in seiner „Naturgeschichte des deutschen Volkes als Grundlage einer deutschen Sozialpolitik“ für ein konservativ bodenständiges Sozialgefüge eintrat. In diese Zeit fällt auch die Gründung der Deutschen Bauernvereine und der Raiffeisen-Genossenschaften. 1879 wurde schließlich mit der Einführung von Getreidezöllen eine Schutzpolitik für die Landwirtschaft eingeführt, die dieser eine durch Agrarideologien begründete Sonderstellung einräumte (Interventionismus).
Auch die allgemeinen Nationalökonomen begannen in dieser Zeit, sich für die Sozialpolitik zu engagieren und gründeten 1872 den „Verein für Sozialpolitik“, der u. a. Untersuchungen über die bäuerlichen Zustände anstelle. Diese sozialpolitisch ausgerichtete Schule, auch als historische Schule – im Gegensatz zur klassischen – bezeichnet, ist mit Namen wie Georg Hanssen, Wilhelm Roscher, August Meitzen, Johannes Conrad, Georg Friedrich Knapp, Buchenberger und Sering verbunden. Um die Jahrhundertwende begann zwischen Vertretern der protektionistischen Agrarpolitik und liberalen Ökonomen wie z. B. Adolph Wagner, Gustav von Schmoller und Lujo Brentano eine grundlegende Diskussion um Agrar- oder Industriestaat, der dann später abgewandelt wurde zu der Frage, welche Förderung der Landwirtschaft zukommen solle.
In den sozialistischen Agrartheorien finden sich unterschiedliche Vorstellungen. Während der Marxismus/Leninismus das Kleinbauerntum nur als Übergangsstufe zu einer industriell organisierten Landwirtschaft mit genossenschaftlichen Großbetrieben auffasste, vertraten die Revisionisten die Sonderstellung der Landwirtschaft. Demnach ist der familienbäuerliche Kleinbetrieb deshalb überlegen, weil die landwirtschaftliche Produktion im Gegensatz zur Industrie ein organischer Prozess ist.
Im Nationalsozialismus schließlich wurde die Landwirtschaft im Rahmen der Autarkiepolitik besonders gefördert. Die Blut-und-Boden-Ideologie überhöhte den Bauern zur Blutquelle der Nation, siehe auch Landwirtschaft und Ernährung im Deutschen Reich.
Mit der Einführung der Sozialen Marktwirtschaft in der Bundesrepublik Deutschland ging auch in der Agrarpolitik zu Beginn der 1950er Jahre eine ordnungspolitische Grundsatzdiskussion einher. Dabei wurden zwei gegensätzliche Auffassungen vertreten: Auf der einen Seite eine liberale Position mit Preisstabilisierung nach innen und Freihandel nach außen (neoliberale Agrarpolitik, insbesondere vertreten durch Heinrich Niehaus), und auf der anderen Seite eine protektionistische Ausrichtung mit erheblichen Eingriffen in das Marktgeschehen (Hauptvertreter dieser Richtung war Heinz Haushofer). Nach längerer politischer Diskussion wurde letztlich eine Entscheidung für eine stärker protektionistische Ausrichtung der Agrarpolitik getroffen, die in den damals für die meisten Agrarprodukte geschaffenen Marktordnungen ihren Niederschlag fand.
Als sich Mitte der 1950er Jahre ein starker Anpassungsbedarf der Landwirtschaft im Zuge des zügigen gesamtwirtschaftlichen Wachstums abzeichnete, entstand eine kontrovers geführte Diskussion um die Notwendigkeit landwirtschaftlichen Strukturwandels und die landwirtschaftliche Einkommensdisparität. Die meisten wissenschaftlichen Agrarpolitiker hielten eine Lösung der Agrarprobleme durch marktwirtschaftlich gesteuerte Anpassung der Betriebe und Anhebung der Faktorproduktivität für möglich; vor allem führende Vertreter landwirtschaftlicher Interessensverbände hielten dagegen aufgrund der natürlichen und wirtschaftlichen Unterlegenheit der Landwirtschaft dauernde Produktions- und Stützungsmaßnahmen für notwendig und wünschenswert. Ein Zwischenergebnis fand diese Diskussion mit der Verabschiedung des Landwirtschaftsgesetzes im Jahre 1955, in dem die Stützungsbedürftigkeit des Agrarsektors betont wurde. Im Verlauf der Zeit ist die Interpretation des Inhalts dieses Gesetzes jedoch fortlaufend den sich wandelnden Rahmenbedingungen und Einsichten angepasst worden.
Die grundlegend verschiedenen Auffassungen der beiden genannten Denkrichtungen bestimmen jedoch auch heute noch die allgemeine agrarpolitische Diskussion und führen zu einem Nebeneinander von Stützungs- und Anpassungspolitik.
Zunehmend beeinflusst die Ökologie-Diskussion die Wertvorstellungen und Positionsbeziehungen im Bereich der Agrarpolitik; der Agrardumping wird kritisiert.